# Гамбургский банк
Гамбургский банк (нем. Hamburger Bank) — банк, основанный в Гамбурге в 1619 году. Банк осуществлял следующие банковские операции: размен монет, приём вкладов, проведение платежей, выпуск банковских билетов.
Помимо перечисленных операций банк выдавал потребительские кредиты из расчёта 6 % годовых под залог драгоценных металлов и камней. В 1694 году банк понёс убытки из-за невозможности компенсации ссудной задолженности за счёт заложенного имущества (принятого в заклад по завышенным ценам), что побудило его отказаться от выдачи ссуд под заклады драгоценных металлов и камней.
В 1763 году в Гамбурге возник серьёзный платёжный кризис, во время которого вскрылась слабая сторона деятельности Гамбургского банка — его неспособность разобраться в обменных и стоимостных пропорциях обращающихся разнокачественных монет. Эта причина часто побуждала банк прекращать операции обмена. Так было в 1766 году, когда банк на целый год прекратил обменные операции ввиду значительного оттока полновесных монет из касс банка.
Для нормализации денежного обращения требовалась монетная реформа. Она началась в 1768 году по проекту архитектора Зонина, предложившего Гамбургскому банку принимать и выдавать серебряную и золотую монету по весу. Изданный в декабре 1780 года закон определил новую цену одной марки серебра, приравняв её к 27 ¾ банковской марки (нем. Mark Banco).
В ноябре 1813 года Гамбург оккупировали французы. Капиталы банка (одних вкладов было на 7,5 млн марок) были изъяты Наполеоном Бонапартом. После освобождения банк в середине 1814 года восстановил свою деятельность, а в 1816 году новое французское правительство возвратило вкладчикам банка изъятые денежные средства.
В 1875 году Гамбургский банк был ликвидирован в связи с организацией Германского имперского банка.